# Hubble (filme)
Hubble, também conhecido como Hubble 3D, IMAX: Hubble ou IMAX: Hubble 3D, é um filme documentário de 2010 sobre a missão de reparo do telescópio espacial Hubble.